# Dorfkirche Neuermark

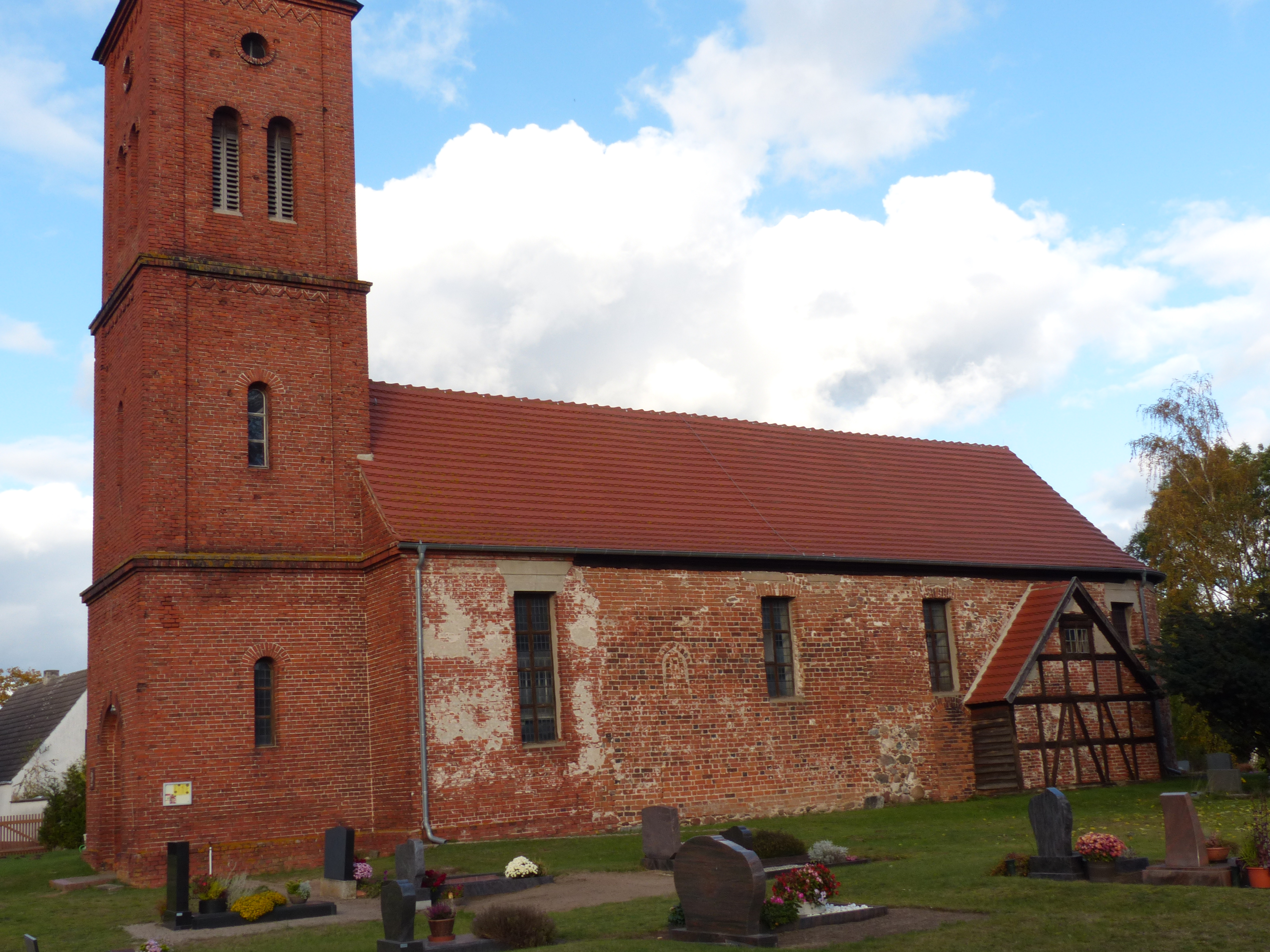
Dorfkirche Neuermark

Die denkmalgeschützte evangelische Dorfkirche Neuermark steht in Neuermark-Lübars im Landkreis Stendal in Sachsen-Anhalt. Sie ist im Denkmalverzeichnis des Landes unter der Nummer 094 36349 erfasst. Die Kirchengemeinde gehört zum Pfarrbereich Schönhausen im Kirchenkreis Stendal der Evangelischen Kirche in Mitteldeutschland (EKMD).

## Beschreibung
Das barock überformte Gebäude stammt vermutlich im Kern aus dem 13. Jahrhundert und wurde aus Feldsteinen und Backsteinen errichtet.

### Gebäude
Im langgestreckten, halbkreisförmig geschlossenen Schiff befinden sich nach außen hochrechteckige Fenster, die innen korbbogig geschlossen sind. Ein nachträglich an der Südseite des Chors errichteter Vorbau mit Fachwerkgiebel war vermutlich die Patronatsloge. Im Chorbereich befinden sich drei vermauerte Korbbogenportale sowie ein vermauerter Rundbogen an der Nordseite. Der Turm wurde zwischen 1870 und 1880 aus Backsteinen errichtet. Eine Instandsetzung des Gebäudes erfolgte 1984.

### Innenraum
Im Innern befindet sich eine flache Putzdecke mit Stuckleisten. Eine Empore befindet sich an der Westseite. Die Kanzel mit palmtragenden Putti ist mit einer Inschrift versehen, welche auf das Jahr 1718 datiert. Auf dem Schalldeckel befindet sich ein Tetragramm im Strahlenkreuz. Das Orgelprospekt wurde von R. Voigt in Stendal um 1880 gebaut. Der Opferstock der Kirche stammt aus dem Jahr 1668.

### Grabsteine und Epitaphe
In der Kirche befindet sich an der Nordwand ein stark verwitterter Grabstein für einen 1618 verstorbenen von Treskow. In den vier Ecken des Gebäudes finden sich Inschriftengrabsteine für Gebhardt von Treskow († 1581) und Caspar von Randow († 1599) sowie für die Brüder Wiprecht Joachim von Treskow († 1719) und Ernst Rudolph von Treskow († 1720). An der Südseite des Schiffs befindet sich stark beschädigtes Trophäenepitaph aus Sandstein für Adam Friedrich von Treskow († 1732) und dessen Ehefrauen. Hinter der Altarwand der Kirche ist der Sarkophag eines Generalfeldmarschalls von Treskow († 1726) aufgestellt.